# Vladimir Zjablikov
Vladimir Alekseevič Zjablikov (in russo Владимир Алексеевич Зябликов?; Troick, 5 luglio 1925 – Cecoslovacchia, 1955) è stato un calciatore sovietico.

## Biografia
Nel 1953, una volta terminata la sua carriera da calciatore, divenne un corriere diplomatico.
Morì nel 1955 in un tragico incidente aereo: mentre svolgeva il suo lavoro sorvolò una zona della Cecoslovacchia nella quale si stavano svolgendo esercitazioni militari, il suo apparecchio per sbaglio venne abbattuto.

## Palmarès

### Giocatore

#### Club
- Kubok SSSR: 1

Dinamo Mosca: 1953